# Wasserbehälter (Nackenheim)

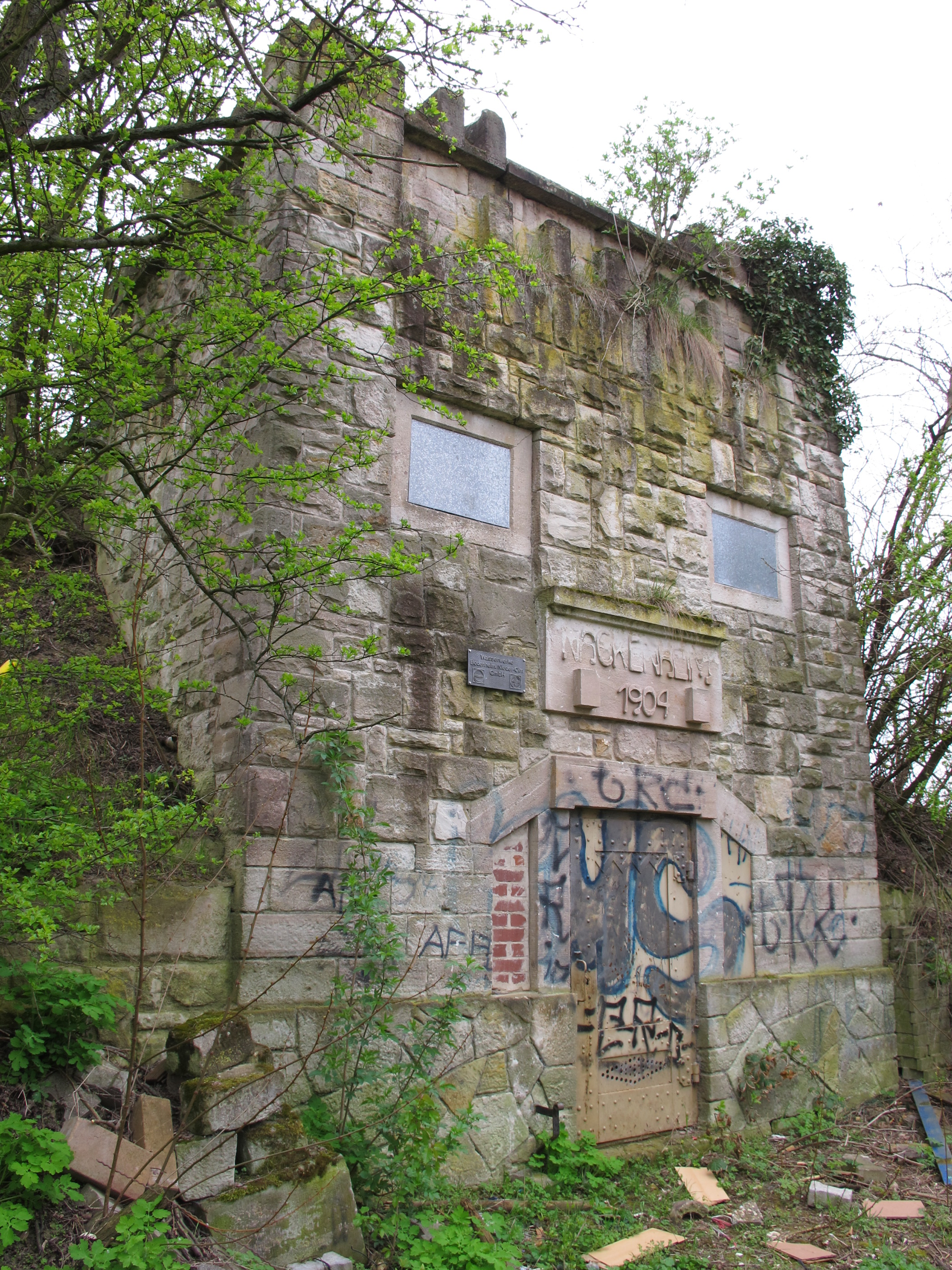
Wasserbehälter in Nackenheim

Der Wasserbehälter in Nackenheim, einer Ortsgemeinde im Landkreis Mainz-Bingen in Rheinland-Pfalz, wurde 1904 errichtet. Der Wasserbehälter westlich des Ortes in der Flur Auf dem Autal ist ein geschütztes Kulturdenkmal.
Der blockhafte Jugendstilbau ist mit der Jahreszahl 1904 bezeichnet. Das Bauwerk wurde nach Plänen des Architekten Wilhelm Lenz von der Großherzoglichen Kulturinspektion Mainz errichtet. Der Wasserbau-Ingenieur und Baubeamte Bruno von Boehmer entwarf und leitete von 1897 bis 1907 die Modernisierung der Wasserversorgung großer Teile Rheinhessens.